# Torneo Apertura 2013 Liga Premier de Ascenso
El Torneo Apertura 2013 de la Liga Premier de Ascenso fue el 33° torneo corto que abrió la LXIV temporada de la Segunda División. Contó con la participación de 31 equipos, al término del Clausura 2014 sí hubo descenso a la Liga de Nuevos Talentos. El campeón de este torneo, Linces de Tlaxcala, se enfrentó al campeón del Torneo Clausura 2014, Atlético Coatzacoalcos, en la final por el ascenso.

## Sistema de competición
El sistema de competición de este torneo se desarrolla en dos fases:
- Fase de calificación: que se integra por las 15 jornadas del torneo.
- Fase final: que se integra por los partidos de ida y vuelta en rondas de cuartos de final, de semifinal y final.

### Fase de calificación
En la fase de calificación se observará el sistema de puntos. La ubicación en la tabla general está sujeta a lo siguiente:
- Por juego ganado se obtendrán tres puntos.
- Por juego empatado se obtendrá un punto. (se juegan en penales el punto extra)
- Por juego perdido no se otorgan puntos.

En esta fase participan los 31 Clubes de la Liga Premier de Ascenso jugando en cada grupo todos contra todos durante las jornadas respectivas, a un solo partido.
El orden de los clubes al final de la Fase de Calificación del torneo corresponderá a la suma de los puntos obtenidos por cada uno de ellos y se presentará en forma descendente. Si al finalizar las 15 jornadas del torneo, dos o más clubes estuviesen empatados en puntos, su posición en la Tabla general será determinada atendiendo a los siguientes criterios de desempate:
1. Mejor diferencia entre los goles anotados y recibidos.
2. Mayor número de goles anotados.
3. Marcadores particulares entre los Clubes empatados.
4. Mayor número de goles anotados como visitante.
5. Mejor ubicado en la Tabla general de cociente.
6. Tabla Fair Play.
7. Sorteo.

Para determinar los lugares que ocuparán los Clubes que participen en la Fase final del Torneo se tomará como base la Tabla general de clasificación.
Participan automáticamente por el título de Campeón de la Liga Premier de Ascenso los primeros 4 lugares de cada grupo (8 en total), los siguientes 4 de cada grupo participarán en el torneo de Copa de la Liga Premier de Ascenso.

### Fase final
Los ocho clubes calificados para esta fase del torneo serán reubicados de acuerdo con el lugar que ocupen en la Tabla general al término de la jornada 15, con el puesto del número uno al club mejor clasificado, y así hasta el #8. Los partidos a esta fase se desarrollarán a visita, en las siguientes etapas:
- Cuartos de final
- Semifinales
- Final

Los clubes vencedores en los partidos de cuartos de final y semifinal serán aquellos que en los dos juegos anoten el mayor número de goles. De existir empate en el número de goles anotados, la posición se definirá a favor del Club con mayor cantidad de goles a favor cuando actúe como visitante.
Si una vez aplicado el criterio anterior los clubes siguieran empatados, se observará la posición de los clubes en la tabla general de clasificación.
Los partidos correspondientes a la Fase final se jugarán obligatoriamente los días miércoles y sábado, y jueves y domingo eligiendo, en su caso, exclusivamente en forma descendente, los cuatro Clubes mejor clasificados en la Tabla general al término de la jornada 15, el día y horario de su partido como local. Los siguientes cuatro Clubes podrán elegir únicamente el horario.
El Club vencedor de la Final y por lo tanto Campeón, será aquel que en los dos partidos anote el mayor número de goles. Si al término del tiempo reglamentario el partido está empatado, se agregarán dos tiempos extras de 15 minutos cada uno. De persistir el empate en estos periodos, se procederá a lanzar tiros penales hasta que resulte un vencedor.
Los partidos de Cuartos de final se jugarán de la siguiente manera:
En las Semifinales participarán los cuatro Clubes vencedores de Cuartos de final, reubicándolos del uno al cuatro, de acuerdo a su mejor posición en la Tabla general de clasificación al término de la jornada 15 del torneo correspondiente, enfrentándose:
Disputarán el título de Campeón de los Torneos de Apertura 2013 y Clausura 2014 los dos clubes vencedores de la fase semifinal correspondiente, reubicándolos del uno al dos, de acuerdo a su mejor posición en la Tabla general de clasificación al término de las jornadas de cada torneo.

## Equipos participantes

### Equipos por Entidad Federativa
| Entidad Federativa | N.º | Equipos                                                                   |
| ------------------ | --- | ------------------------------------------------------------------------- |
| Jalisco            | 4   | Cachorros U. de G., Deportivo Los Altos, Estudiantes Tecos "B" y Vaqueros |
| Tamaulipas         | 4   | Bravos, Correcaminos "B", Reynosa FC y Tampico Madero                     |
| Veracruz           | 4   | Atlético Coatzacoalcos, Atlético Veracruz, Orizaba y Patriotas            |
| Estado de México   | 3   | Real Cuautitlán, Teca UTN y UAEM                                          |
| Chihuahua          | 2   | UACH y UACJ                                                               |
| Guanajuato         | 2   | Irapuato y Unión de Curtidores                                            |
| Zacatecas          | 2   | Águilas Reales y UAZ                                                      |
| Chiapas            | 1   | Ocelotes UNACH                                                            |
| Colima             | 1   | Loros de Colima                                                           |
| Durango            | 1   | Durango                                                                   |
| Campeche           | 1   | Delfines "B"                                                              |
| Hidalgo            | 1   | Cruz Azul Jasso                                                           |
| Nayarit            | 1   | Deportivo Tepic                                                           |
| Quintana Roo       | 1   | Inter Playa                                                               |
| Sinaloa            | 1   | Murciélagos                                                               |
| Sonora             | 1   | Cimarrones                                                                |
| Tlaxcala           | 1   | Linces                                                                    |

### Grupo 1
| - 1 Águilas Reales - 2 Durango - 3 Bravos - 4 Cachorros U. de G. - 5 Deportivo de Los Altos - 6 Deportivo Tepic - 7 Estudiantes - 8 Cimarrones |  | - 9 Universidad de Colima - 10 Murciélagos - 11 Reynosa - 12 Universidad Autónoma de Chihuahua - 13 Unión de Curtidores - 14 Universidad Autónoma de Ciudad Juárez - 15 Universidad Autónoma de Tamaulipas. - 16 Vaqueros |

#### Información de los equipos participantes
| Nombre                            | Ciudad                      | Estadio                                     |
| --------------------------------- | --------------------------- | ------------------------------------------- |
| Águilas Reales de Zacatecas       | Zacatecas, Zacatecas        | Francisco Villa                             |
| Alacranes de Durango              | Durango, Durango            | Francisco Zarco                             |
| Bravos de Nuevo Laredo            | Nuevo Laredo, Tamaulipas    | Unidad Deportiva Benito Juárez              |
| Cachorros U. de G.                | Guadalajara, Jalisco        | Jalisco                                     |
| Cimarrones de Sonora              | Hermosillo, Sonora          | Héroe de Nacozari                           |
| Deportivo de Los Altos            | Yahualica, Jalisco          | Las Ánimas                                  |
| Deportivo Tepic                   | Tepic, Nayarit              | Arena Cora                                  |
| Estudiantes Tecos "B"             | Zapopan, Jalisco            | 3 de Marzo                                  |
| Loros de la Universidad de Colima | Colima, Colima              | Olímpico Universitario de Colima            |
| Murciélagos F.C.                  | Guamúchil, Sinaloa          | Coloso del Dique                            |
| Reynosa F.C.                      | Reynosa, Tamaulipas         | Reynosa                                     |
| Unión de Curtidores               | León, Guanajuato            | León                                        |
| Dorados de la UACH                | Chihuahua, Chihuahua        | Olímpico de la UACH                         |
| Indios de la UACJ                 | Ciudad Juárez, Chihuahua    | Olímpico Benito Juárez                      |
| Correcaminos UAT "B"              | Ciudad Victoria, Tamaulipas | Eugenio Alvizo Porras                       |
| Vaqueros de Ameca                 | Ameca, Jalisco              | Núcleo Deportivo y de Espectáculos de Ameca |

### Grupo 2
| - 1 Orizaba - 2 Cruz Azul (Jasso) - 3 Delfines - 4 Inter Playa - 5 Irapuato - 6 Linces - 7 Ocelotes UNACH - 8 Córdoba |  | - 9 Atlético Coatzacoalcos - 10 Real Cuautitlán - 11 Tampico-Madero - 12 Atlético Veracruz - 13 Universidad Autónoma del Estado de México - 14 Teca Universidad Tecnológica de Neza - 15 Universidad Autónoma de Zacatecas |

#### Información de los equipos participantes
| Equipo                               | Ciudad                         | Estadio                               |
| ------------------------------------ | ------------------------------ | ------------------------------------- |
| Albinegros de Orizaba                | Orizaba, Veracruz              | Socum                                 |
| Atlético Coatzacoalcos               | Coatzacoalcos, Veracruz        | Rafael Hernández Ochoa                |
| Atlético Veracruz                    | Veracruz, Veracruz             | Luis "Pirata" Fuente                  |
| Cruz Azul Jasso                      | Ciudad Cooperativa, Hidalgo    | 10 de diciembre                       |
| Delfines del Carmen "B"              | Ciudad del Carmen, Campeche    | Unidad deportiva Campus II UNACAR     |
| Inter Playa del Carmen               | Playa del Carmen, Quintana Roo | Mario Villanueva Madrid               |
| C.D. Irapuato                        | Irapuato, Guanajuato           | Sergio León Chávez                    |
| Linces de Tlaxcala                   | Tlaxcala, Tlaxcala             | Tlahuicole                            |
| Ocelotes UNACH                       | Tapachula, Chiapas             | Olímpico de Tapachula                 |
| Patriotas de Córdoba                 | Córdoba, Veracruz              | Rafael Murillo Vidal                  |
| Real Cuautitlán                      | Cuautitlán, México             | Los Pinos                             |
| Tampico Madero                       | Tampico Madero, Tamaulipas     | Tamaulipas                            |
| Potros de la UAEM                    | Toluca, México                 | Universitario Alberto "Chivo" Córdoba |
| Teca Universidad Tecnológica de Neza | Ciudad Nezahualcoyótl, México  | Neza 86                               |
| Tuzos de la UAZ                      | Zacatecas, Zacatecas           | Francisco Villa                       |

#### Ascensos y descensos
| Pos | Equipos ascendidos al Ascenso MX |
| --- | -------------------------------- |
| 6º  | Galeana                          |

| Pos | Equipos descendidos a la Liga Premier de Ascenso de México |
| --- | ---------------------------------------------------------- |
| 15º | Pumas Morelos                                              |

| Pos | Equipos ascendidos a la Liga Premier de Ascenso de México |
| --- | --------------------------------------------------------- |
| 4º  | Durango                                                   |
| 1º  | Poblado Miguel Alemán *                                   |

| Pos  | Equipos descendidos a la Liga de Nuevos Talentos de México |
| ---- | ---------------------------------------------------------- |
| 31.º | Altamira                                                   |
| 32.º | Excélsior                                                  |

- * Ascendió Directo desde la Tercera División por ser el campeón de la Temporada / Se Muda a Hermosillo.
- Originalmente había Ascendido Académicos del Atlas por coronarse campeones de ascenso, pero, al ser filial del Atlas, no asciende. Durango, subcampeón, tomo su lugar.

### Cambios de plaza
- Chivas Rayadas se muda a Tlaxcala y cambia su nombre a Linces.
- Querétaro B cambia de nombre y sede a Irapuato.
- Poblado Miguel Alemán cambia su sede a Hermosillo y su nombre a Cimarrones.
- Pumas Morelos cambia de sede y se convierte en Atlético Coatzacoalcos.
- Veracruz B cambia de nombre a Atlético Veracruz.
- Tecamachalco cambia de sede de Cuautitlán a Ciudad Nezahualcóyotl y su nombre a Teca Universidad Tecnológica de Neza.
- Real Saltillo Soccer cambia de sede y nombre a la Universidad Autónoma de Zacatecas

## Tabla general
| Pos. | Equipo                               | Pts. | PJ | G  | E | P  | GF | GC | Dif. | Clasificación       |
| ---- | ------------------------------------ | ---- | -- | -- | - | -- | -- | -- | ---- | ------------------- |
| 1    | Loros de la Universidad de Colima    | 35   | 15 | 11 | 1 | 3  | 24 | 19 | +5   | Liguilla de ascenso |
| 2    | Linces de Tlaxcala (C)               | 34   | 14 | 10 | 2 | 2  | 26 | 13 | +13  | Liguilla de ascenso |
| 3    | Ocelotes UNACH                       | 33   | 14 | 10 | 2 | 2  | 21 | 10 | +11  | Liguilla de ascenso |
| 4    | Murciélagos                          | 29   | 15 | 7  | 5 | 3  | 24 | 13 | +11  | Liguilla de ascenso |
| 5    | Deportivo Tepic                      | 28   | 15 | 8  | 4 | 3  | 27 | 15 | +12  | Liguilla de ascenso |
| 6    | Potros UAEM                          | 27   | 14 | 7  | 3 | 4  | 24 | 16 | +8   | Liguilla de ascenso |
| 7    | Teca Universidad Tecnológica de Neza | 26   | 14 | 6  | 6 | 2  | 25 | 13 | +12  | Liguilla de ascenso |
| 8    | Unión de Curtidores                  | 26   | 15 | 7  | 5 | 3  | 19 | 14 | +5   | Liguilla de ascenso |
| 9    | Águilas Reales de Zacatecas          | 25   | 15 | 7  | 4 | 4  | 22 | 17 | +5   | Liguilla de copa    |
| 10   | Deportivo de los Altos               | 24   | 15 | 5  | 6 | 4  | 24 | 18 | +6   | Liguilla de copa    |
| 11   | Dorados UACH                         | 24   | 15 | 7  | 2 | 6  | 22 | 18 | +4   | Liguilla de copa    |
| 12   | Cruz Azul Jasso                      | 23   | 14 | 6  | 3 | 5  | 20 | 16 | +4   | Liguilla de copa    |
| 13   | Atlético Coatzacoalcos               | 23   | 14 | 5  | 7 | 2  | 17 | 14 | +3   | Liguilla de copa    |
| 14   | Alacranes de Durango                 | 22   | 15 | 6  | 3 | 6  | 27 | 22 | +5   | Liguilla de copa    |
| 15   | C.D. Irapuato                        | 22   | 14 | 5  | 6 | 3  | 18 | 14 | +4   | Liguilla de copa    |
| 16   | Indios UACJ                          | 22   | 15 | 6  | 3 | 6  | 21 | 19 | +2   |                     |
| 17   | Cimarrones de Sonora                 | 21   | 15 | 5  | 5 | 5  | 16 | 21 | −5   |                     |
| 18   | Real Cuautitlán                      | 20   | 14 | 5  | 4 | 5  | 24 | 22 | +2   | Liguilla de copa    |
| 19   | Inter Playa del Carmen               | 19   | 14 | 4  | 7 | 3  | 10 | 8  | +2   |                     |
| 20   | Vaqueros de Ixtlán                   | 19   | 15 | 4  | 6 | 5  | 20 | 23 | −3   |                     |
| 21   | Bravos de Nuevo Laredo               | 18   | 15 | 4  | 4 | 7  | 16 | 24 | −8   |                     |
| 22   | Atlético Veracruz                    | 16   | 14 | 4  | 3 | 7  | 19 | 24 | −5   |                     |
| 23   | Reynosa F.C.                         | 16   | 15 | 4  | 3 | 8  | 18 | 32 | −14  |                     |
| 24   | Estudiantes Tecos "B"                | 15   | 15 | 2  | 9 | 4  | 17 | 21 | −4   |                     |
| 25   | Tampico Madero                       | 15   | 14 | 4  | 3 | 7  | 18 | 26 | −8   |                     |
| 26   | Orizaba                              | 13   | 14 | 3  | 4 | 7  | 14 | 19 | −5   |                     |
| 27   | Cachorros de la U. de G.             | 13   | 15 | 3  | 4 | 8  | 15 | 24 | −9   |                     |
| 28   | Delfines del Carmen "B"              | 12   | 14 | 2  | 4 | 8  | 15 | 24 | −9   |                     |
| 29   | Tuzos de la UAZ                      | 9    | 14 | 2  | 3 | 9  | 13 | 26 | −13  |                     |
| 30   | Patriotas de Córdoba                 | 7    | 14 | 0  | 7 | 7  | 10 | 19 | −9   |                     |
| 31   | Correcaminos de la UAT "B"           | 5    | 15 | 1  | 2 | 12 | 6  | 35 | −29  |                     |

 Fuente: SoccerWay

## Grupos

### Grupo 1
| Pos. | Equipo                            | Pts. | PJ | G  | E | P  | GF | GC | Dif. | Clasificación       |
| ---- | --------------------------------- | ---- | -- | -- | - | -- | -- | -- | ---- | ------------------- |
| 1    | Loros de la Universidad de Colima | 35   | 15 | 11 | 1 | 3  | 24 | 19 | +5   | Liguilla de ascenso |
| 2    | Murciélagos                       | 29   | 15 | 7  | 5 | 3  | 24 | 13 | +11  | Liguilla de ascenso |
| 3    | Deportivo Tepic                   | 28   | 15 | 8  | 4 | 3  | 27 | 15 | +12  | Liguilla de ascenso |
| 4    | Unión de Curtidores               | 26   | 15 | 7  | 5 | 3  | 19 | 14 | +5   | Liguilla de ascenso |
| 5    | Águilas Reales de Zacatecas       | 25   | 15 | 7  | 4 | 4  | 22 | 17 | +5   | Liguilla de copa    |
| 6    | Deportivo de los Altos            | 24   | 15 | 5  | 6 | 4  | 24 | 18 | +6   | Liguilla de copa    |
| 7    | Dorados UACH                      | 24   | 15 | 7  | 2 | 6  | 22 | 18 | +4   | Liguilla de copa    |
| 8    | Alacranes de Durango              | 22   | 15 | 6  | 3 | 6  | 27 | 22 | +5   | Liguilla de copa    |
| 9    | Indios UACJ                       | 22   | 15 | 6  | 3 | 6  | 21 | 19 | +2   |                     |
| 10   | Cimarrones de Sonora              | 21   | 15 | 5  | 5 | 5  | 16 | 21 | −5   |                     |
| 11   | Vaqueros de Ixtlán                | 19   | 15 | 4  | 6 | 5  | 20 | 23 | −3   |                     |
| 12   | Bravos de Nuevo Laredo            | 18   | 15 | 4  | 4 | 7  | 16 | 24 | −8   |                     |
| 13   | Reynosa F.C.                      | 16   | 15 | 4  | 3 | 8  | 18 | 32 | −14  |                     |
| 14   | Estudiantes Tecos "B"             | 15   | 15 | 2  | 9 | 4  | 17 | 21 | −4   |                     |
| 15   | Cachorros de la U. de G.          | 13   | 15 | 3  | 4 | 8  | 15 | 24 | −9   |                     |
| 16   | Correcaminos de la UAT "B"        | 5    | 15 | 1  | 2 | 12 | 6  | 35 | −29  |                     |

 Fuente: SoccerWay

### Grupo 2
| Pos. | Equipo                               | Pts. | PJ | G  | E | P | GF | GC | Dif. | Clasificación       |
| ---- | ------------------------------------ | ---- | -- | -- | - | - | -- | -- | ---- | ------------------- |
| 1    | Linces de Tlaxcala (C)               | 34   | 14 | 10 | 2 | 2 | 26 | 13 | +13  | Liguilla de ascenso |
| 2    | Ocelotes UNACH                       | 33   | 14 | 10 | 2 | 2 | 21 | 10 | +11  | Liguilla de ascenso |
| 3    | Potros UAEM                          | 27   | 14 | 7  | 3 | 4 | 24 | 16 | +8   | Liguilla de ascenso |
| 4    | Teca Universidad Tecnológica de Neza | 26   | 14 | 6  | 6 | 2 | 25 | 13 | +12  | Liguilla de ascenso |
| 5    | Cruz Azul Jasso                      | 23   | 14 | 6  | 3 | 5 | 20 | 16 | +4   | Liguilla de copa    |
| 6    | Atlético Coatzacoalcos               | 23   | 14 | 5  | 7 | 2 | 17 | 14 | +3   | Liguilla de copa    |
| 7    | C.D. Irapuato                        | 22   | 14 | 5  | 6 | 3 | 18 | 14 | +4   | Liguilla de copa    |
| 8    | Real Cuautitlán                      | 20   | 14 | 5  | 4 | 5 | 24 | 22 | +2   | Liguilla de copa    |
| 9    | Inter Playa del Carmen               | 19   | 14 | 4  | 7 | 3 | 10 | 8  | +2   |                     |
| 10   | Atlético Veracruz                    | 16   | 14 | 4  | 3 | 7 | 19 | 24 | −5   |                     |
| 11   | Tampico Madero                       | 15   | 14 | 4  | 3 | 7 | 18 | 26 | −8   |                     |
| 12   | Orizaba                              | 13   | 14 | 3  | 4 | 7 | 14 | 19 | −5   |                     |
| 13   | Delfines del Carmen "B"              | 12   | 14 | 2  | 4 | 8 | 15 | 24 | −9   |                     |
| 14   | Tuzos de la UAZ                      | 9    | 14 | 2  | 3 | 9 | 13 | 26 | −13  |                     |
| 15   | Patriotas de Córdoba                 | 7    | 14 | 0  | 7 | 7 | 10 | 19 | −9   |                     |

 Fuente: SoccerWay

## Torneo Regular
- Los horarios son correspondientes al Tiempo del Centro de México (UTC-6 y UTC-5 en horario de verano).

| Jornada 1               | Jornada 1     | Jornada 1              | Jornada 1                         | Jornada 1        | Jornada 1   | Jornada 1 | Jornada 1 |
| Grupo A                 | Grupo A       | Grupo A                | Grupo A                           | Grupo A          | Grupo A     | Grupo A   | Grupo A   |
| Local                   | Resultado     | Visitante              | Estadio                           | Fecha            | Hora        |           |           |
| ----------------------- | ------------- | ---------------------- | --------------------------------- | ---------------- | ----------- | --------- | --------- |
| Correcaminos UAT "B"    | 1 - 1         | Vaqueros de Ameca      | Eugenio Alvizo Porras             | 9 de agosto      | 16:00       |           |           |
| Bravos                  | 1 - 1         | Estudiantes Tecos "B"  | Unidad Deportiva Benito Juárez    | 9 de agosto      | 19:00       |           |           |
| Dorados UACH            | 1 - 2         | Loros U. de Colima     | Olímpico UACH                     | 9 de agosto      | 20:00       |           |           |
| Murciélagos F.C.        | 1 - 0         | Unión de Curtidores    | Coloso del Dique                  | 9 de agosto      | 21:05       |           |           |
| Deportivo de Los Altos  | (7) 2 - 2 (6) | Deportivo Tepic        | Las Ánimas                        | 10 de agosto     | 18:00       |           |           |
| Indios UACJ             | 2 - 3         | Durango                | Olímpico Benito Juárez            | 11 de agosto     | 13:00       |           |           |
| Águilas Reales          | 0 - 0         | Cimarrones de Sonora   | Francisco Villa                   | 11 de agosto     | 16:00       |           |           |
| Cachorros U. de G.      | 3 - 0         | Reynosa F.C.           | Jalisco                           | 11 de septiembre | 11:00       |           |           |
| Grupo B                 |               |                        |                                   |                  |             |           |           |
| Local                   | Resultado     | Visitante              | Estadio                           | Fecha            | Hora        |           |           |
| Teca UTN                | 1 - 0         | Potros UAEM            | Neza 86                           | 9 de agosto      | 12:00       |           |           |
| Delfines del Carmen "B" | 1 - 2         | Atlético Coatzacoalcos | Unidad Deportiva Campus II UNACAR | 9 de agosto      | 20:00       |           |           |
| Real Cuautitlán         | 2 - 1         | Tuzos UAZ              | Los Pinos                         | 10 de agosto     | 16:00       |           |           |
| Patriotas de Córdoba    | 1 - 1         | C.D. Irapuato          | Rafael Murillo Vidal              | 10 de agosto     | 16:00       |           |           |
| Orizaba                 | 0 - 0         | Tampico Madero         | Socum                             | 10 de agosto     | 16:00       |           |           |
| Linces de Tlaxcala      | 3 - 2         | Ocelotes UNACH         | Tlahuicole                        | 10 de agosto     | 16:00       |           |           |
| Atlético Veracruz       | 1 - 1         | Cruz Azul Jasso        | Luis "Pirata" Fuente              | 11 de agosto     | 11:00       |           |           |
| DESCANSO:               | DESCANSO:     | DESCANSO:              | Inter Playa                       | Inter Playa      | Inter Playa |           |           |

| Jornada 2              | Jornada 2     | Jornada 2               | Jornada 2                             | Jornada 2    | Jornada 2 | Jornada 2 | Jornada 2 |
| Grupo A                | Grupo A       | Grupo A                 | Grupo A                               | Grupo A      | Grupo A   | Grupo A   | Grupo A   |
| Local                  | Resultado     | Visitante               | Estadio                               | Fecha        | Hora      |           |           |
| ---------------------- | ------------- | ----------------------- | ------------------------------------- | ------------ | --------- | --------- | --------- |
| Vaqueros de Ameca      | 2 - 3         | Deportivo de Los Altos  | Núcleo Deportivo y de Espectáculos    | 16 de agosto | 16:00     |           |           |
| Deportivo Tepic        | 5 - 1         | Águilas Reales          | Arena Cora                            | 16 de agosto | 21:30     |           |           |
| Cimarrones de Sonora   | 1 - 1         | Dorados UACH            | Sonora                                | 16 de agosto | 22:15     |           |           |
| Estudiantes Tecos "B"  | 0 - 0         | Indios UACJ             | Tres de Marzo                         | 17 de agosto | 11:00     |           |           |
| Loros U. de Colima     | 4 - 2         | Cachorros U. de G.      | Olímpico Universitario de Colima      | 17 de agosto | 16:00     |           |           |
| Durango                | 3 - 0         | Correcaminos UAT "B"    | Francisco Zarco                       | 17 de agosto | 16:00     |           |           |
| Reynosa F.C.           | (4) 2 - 2 (5) | Murciélagos F.C.        | Unidad Deportiva Solidaridad          | 17 de agosto | 18:00     |           |           |
| Unión de Curtidores    | 1 - 2         | Bravos                  | León                                  | 18 de agosto | 12:00     |           |           |
| Grupo B                |               |                         |                                       |              |           |           |           |
| Local                  | Resultado     | Visitante               | Estadio                               | Fecha        | Hora      |           |           |
| Potros UAEM            | (5) 2 - 2 (3) | Inter Playa             | Universitario Alberto "Chivo" Córdoba | 16 de agosto | 16:00     |           |           |
| Tuzos UAZ              | 4 - 1         | Patriotas de Córdoba    | Francisco Villa                       | 16 de agosto | 20:15     |           |           |
| Cruz Azul Jasso        | 0 - 2         | Linces de Tlaxcala      | 10 de diciembre                       | 17 de agosto | 11:00     |           |           |
| C.D. Irapuato          | 2 - 1         | Teca UTN                | Sergio León Chávez                    | 17 de agosto | 16:00     |           |           |
| Atlético Coatzacoalcos | 1 - 0         | Atlético Veracruz       | Rafael Hernández Ochoa                | 17 de agosto | 16:00     |           |           |
| Ocelotes UNACH         | 2 - 1         | Real Cuautitlán         | Olímpico de Tapachula                 | 17 de agosto | 16:00     |           |           |
| Tampico Madero         | 3 - 2         | Delfines del Carmen "B" | Tamaulipas                            | 17 de agosto | 20:00     |           |           |
| DESCANSO:              | DESCANSO:     | DESCANSO:               | Orizaba                               | Orizaba      | Orizaba   |           |           |

| Jornada 3              | Jornada 3 | Jornada 3              | Jornada 3                      | Jornada 3               | Jornada 3               | Jornada 3 | Jornada 3 |
| Grupo A                | Grupo A   | Grupo A                | Grupo A                        | Grupo A                 | Grupo A                 | Grupo A   | Grupo A   |
| Local                  | Resultado | Visitante              | Estadio                        | Fecha                   | Hora                    |           |           |
| ---------------------- | --------- | ---------------------- | ------------------------------ | ----------------------- | ----------------------- | --------- | --------- |
| Correcaminos UAT "B"   | 1 - 1     | Estudiantes Tecos "B"  | Eugenio Alvizo Porras          | 23 de agosto            | 16:00                   |           |           |
| Bravos                 | 1 - 1     | Reynosa F.C.           | Unidad Deportiva Benito Juárez | 23 de agosto            | 19:00                   |           |           |
| Murciélagos F.C.       | 0 - 1     | Loros U. de Colima     | Coloso del Dique               | 23 de agosto            | 21:05                   |           |           |
| Cimarrones de Sonora   | 1 - 1     | Deportivo Tepic        | Héroe de Nacozari              | 23 de agosto            | 22:00                   |           |           |
| Águilas Reales         | 1 - 1     | Vaqueros de Ameca      | Francisco Villa                | 24 de agosto            | 17:30                   |           |           |
| Deportivo de Los Altos | 0 - 0     | Durango                | Las Ánimas                     | 24 de agosto            | 18:00                   |           |           |
| Indios UACJ            | 0 - 0     | Unión de Curtidores    | Olímpico Benito Juárez         | 25 de agosto            | 13:00                   |           |           |
| Dorados UACH           | 2 - 0     | Cachorros U. de G.     | Olímpico UACH                  | 25 de agosto            | 19:00                   |           |           |
| Grupo B                |           |                        |                                |                         |                         |           |           |
| Local                  | Resultado | Visitante              | Estadio                        | Fecha                   | Hora                    |           |           |
| Teca UTN               | 6 - 0     | Tuzos UAZ              | Neza 86                        | 23 de agosto            | 12:00                   |           |           |
| Orizaba                | 1 - 2     | Potros UAEM            | Socum                          | 24 de agosto            | 16:00                   |           |           |
| Linces de Tlaxcala     | 1 - 0     | Atlético Coatzacoalcos | Tlahuicole                     | 24 de agosto            | 16:00                   |           |           |
| Real Cuautitlán        | 2 - 1     | Patriotas de Córdoba   | Los Pinos                      | 24 de agosto            | 16:00                   |           |           |
| Atlético Veracruz      | 4 - 2     | Tampico Madero         | Luis "Pirata" Fuente           | 25 de agosto            | 11:00                   |           |           |
| Ocelotes UNACH         | 2 - 1     | Cruz Azul Jasso        | Olímpico de Tapachula          | 25 de agosto            | 12:00                   |           |           |
| Inter Playa            | 1 - 1     | C.D. Irapuato          | Mario Villanueva Madrid        | 25 de agosto            | 16:00                   |           |           |
| DESCANSO:              | DESCANSO: | DESCANSO:              | Delfines del Carmen "B"        | Delfines del Carmen "B" | Delfines del Carmen "B" |           |           |

| Jornada 4              | Jornada 4 | Jornada 4               | Jornada 4                             | Jornada 4         | Jornada 4         | Jornada 4 | Jornada 4 |
| Grupo A                | Grupo A   | Grupo A                 | Grupo A                               | Grupo A           | Grupo A           | Grupo A   | Grupo A   |
| Local                  | Resultado | Visitante               | Estadio                               | Fecha             | Hora              |           |           |
| ---------------------- | --------- | ----------------------- | ------------------------------------- | ----------------- | ----------------- | --------- | --------- |
| Vaqueros de Ameca      | 1 - 2     | Cimarrones de Sonora    | Núcleo Deportivo y de Espectáculos    | 30 de agosto      | 16:00             |           |           |
| Deportivo Tepic        | 1 - 0     | Dorados UACH            | Arena Cora                            | 30 de agosto      | 21:30             |           |           |
| Estudiantes Tecos "B"  | 0 - 2     | Deportivo de Los Altos  | Tres de Marzo                         | 31 de agosto      | 11:00             |           |           |
| Cachorros U. de G.     | 2 - 1     | Murciélagos F.C.        | Jalisco                               | 31 de agosto      | 12:00             |           |           |
| Durango                | 0 - 1     | Águilas Reales          | Francisco Zarco                       | 31 de agosto      | 16:00             |           |           |
| Loros U. de Colima     | 5 - 0     | Bravos                  | Olímpico Universitario de Colima      | 31 de agosto      | 16:00             |           |           |
| Reynosa F.C.           | 3 - 1     | Indios UACJ             | Unidad Deportiva Solidaridad          | 31 de agosto      | 18:00             |           |           |
| Unión de Curtidores    | 2 - 1     | Correcaminos UAT "B"    | León                                  | 1 de septiembre   | 12:00             |           |           |
| Grupo B                |           |                         |                                       |                   |                   |           |           |
| Local                  | Resultado | Visitante               | Estadio                               | Fecha             | Hora              |           |           |
| Potros UAEM            | 3 - 2     | Delfines del Carmen "B" | Universitario Alberto "Chivo" Córdoba | 30 de agosto      | 16:00             |           |           |
| Tuzos UAZ              | 0 - 0     | Inter Playa             | Francisco Villa                       | 30 de agosto      | 20:15             |           |           |
| Cruz Azul Jasso        | 0 - 3     | Real Cuautitlán         | 10 de diciembre                       | 31 de agosto      | 12:00             |           |           |
| Atlético Coatzacoalcos | 1 - 1     | Ocelotes UNACH          | Rafael Hernández Ochoa                | 31 de agosto      | 16:00             |           |           |
| C.D. Irapuato          | 1 - 1     | Orizaba                 | Sergio León Chávez                    | 31 de agosto      | 16:00             |           |           |
| Patriotas de Córdoba   | 0 - 0     | Teca UTN                | Rafael Murillo Vidal                  | 31 de agosto      | 16:00             |           |           |
| Tampico Madero         | 2 - 4     | Linces de Tlaxcala      | Tamaulipas                            | 31 de agosto      | 20:00             |           |           |
| DESCANSO:              | DESCANSO: | DESCANSO:               | Atlético Veracruz                     | Atlético Veracruz | Atlético Veracruz |           |           |

| Jornada 5               | Jornada 5 | Jornada 5              | Jornada 5                         | Jornada 5          | Jornada 5          | Jornada 5 | Jornada 5 |
| Grupo A                 | Grupo A   | Grupo A                | Grupo A                           | Grupo A            | Grupo A            | Grupo A   | Grupo A   |
| Local                   | Resultado | Visitante              | Estadio                           | Fecha              | Hora               |           |           |
| ----------------------- | --------- | ---------------------- | --------------------------------- | ------------------ | ------------------ | --------- | --------- |
| Bravos                  | 1 - 1     | Cachorros U. de G.     | Unidad Deportiva Benito Juárez    | 5 de septiembre    | 19:00              |           |           |
| Correcaminos UAT "B"    | 2 - 1     | Reynosa F.C.           | Eugenio Alvizo Porras             | 6 de septiembre    | 16:00              |           |           |
| Dorados UACH            | 0 - 1     | Murciélagos F.C.       | Olímpico UACH                     | 6 de septiembre    | 20:00              |           |           |
| Águilas Reales          | 2 - 1     | Estudiantes Tecos "B"  | Francisco Villa                   | 7 de septiembre    | 17:30              |           |           |
| Deportivo de Los Altos  | 3 - 4     | Unión de Curtidores    | Las Ánimas                        | 7 de septiembre    | 18:00              |           |           |
| Cimarrones de Sonora    | 0 - 2     | Durango                | Héroe de Nacozari                 | 7 de septiembre    | 21:30              |           |           |
| Deportivo Tepic         | 0 - 0     | Vaqueros de Ameca      | Arena Cora                        | 7 de septiembre    | 21:30              |           |           |
| Indios UACJ             | 3 - 1     | Loros U. de Colima     | Olímpico Benito Juárez            | 8 de septiembre    | 13:00              |           |           |
| Grupo B                 |           |                        |                                   |                    |                    |           |           |
| Local                   | Resultado | Visitante              | Estadio                           | Fecha              | Hora               |           |           |
| Delfines del Carmen "B" | 0 - 0     | C.D. Irapuato          | Unidad Deportiva Campus II UNACAR | 6 de septiembre    | 20:00              |           |           |
| Cruz Azul Jasso         | 3 - 0     | Atlético Coatzacoalcos | 10 de diciembre                   | 7 de septiembre    | 11:00              |           |           |
| Ocelotes UNACH          | 1 - 0     | Tampico Madero         | Olímpico de Tapachula             | 7 de septiembre    | 16:00              |           |           |
| Orizaba                 | 1 - 0     | Tuzos UAZ              | Socum                             | 7 de septiembre    | 16:00              |           |           |
| Inter Playa             | 1 - 1     | Patriotas de Córdoba   | Mario Villanueva Madrid           | 7 de septiembre    | 16:00              |           |           |
| Real Cuautitlán         | 1 - 2     | Teca UTN               | Los Pinos                         | 7 de septiembre    | 16:00              |           |           |
| Atlético Veracruz       | 1 - 3     | Potros UAEM            | Luis "Pirata" Fuente              | 5 de noviembre     | 11:00              |           |           |
| DESCANSO:               | DESCANSO: | DESCANSO:              | Linces de Tlaxcala                | Linces de Tlaxcala | Linces de Tlaxcala |           |           |

| Jornada 6              | Jornada 6 | Jornada 6               | Jornada 6                             | Jornada 6        | Jornada 6      | Jornada 6 | Jornada 6 |
| Grupo A                | Grupo A   | Grupo A                 | Grupo A                               | Grupo A          | Grupo A        | Grupo A   | Grupo A   |
| Local                  | Resultado | Visitante               | Estadio                               | Fecha            | Hora           |           |           |
| ---------------------- | --------- | ----------------------- | ------------------------------------- | ---------------- | -------------- | --------- | --------- |
| Vaqueros de Ameca      | 3 - 1     | Dorados UACH            | Núcleo Deportivo y de Espectáculos    | 13 de septiembre | 16:00          |           |           |
| Murciélagos F.C.       | 3 - 1     | Bravos                  | Coloso del Dique                      | 13 de septiembre | 21:05          |           |           |
| Estudiantes Tecos "B"  | 3 - 2     | Cimarrones de Sonora    | Tres de Marzo                         | 14 de septiembre | 11:00          |           |           |
| Cachorros U. de G.     | 0 - 1     | Indios UACJ             | Jalisco                               | 14 de septiembre | 12:00          |           |           |
| Durango                | 1 - 1     | Deportivo Tepic         | Francisco Zarco                       | 14 de septiembre | 16:00          |           |           |
| Loros U. de Colima     | 2 - 0     | Correcaminos UAT "B"    | Olímpico Universitario de Colima      | 14 de septiembre | 16:00          |           |           |
| Reynosa F.C.           | 2 - 1     | Deportivo de Los Altos  | Unidad Deportiva Solidaridad          | 14 de septiembre | 18:00          |           |           |
| Unión de Curtidores    | 1 - 0     | Águilas Reales          | León                                  | 15 de septiembre | 16:00          |           |           |
| Grupo B                |           |                         |                                       |                  |                |           |           |
| Local                  | Resultado | Visitante               | Estadio                               | Fecha            | Hora           |           |           |
| Potros UAEM            | 1 - 0     | Linces de Tlaxcala      | Universitario Alberto "Chivo" Córdoba | 13 de septiembre | 16:00          |           |           |
| Tuzos UAZ              | 1 - 3     | Delfines del Carmen "B" | Francisco Villa                       | 13 de septiembre | 20:15          |           |           |
| Atlético Coatzacoalcos | 2 - 1     | Real Cuautitlán         | Rafael Hernández Ochoa                | 14 de septiembre | 16:00          |           |           |
| C.D. Irapuato          | 3 - 1     | Atlético Veracruz       | Sergio León Chávez                    | 14 de septiembre | 16:00          |           |           |
| Tampico Madero         | 2 - 1     | Cruz Azul Jasso         | Tamaulipas                            | 14 de septiembre | 20:00          |           |           |
| Teca UTN               | 0 - 0     | Inter Playa             | Neza 86                               | 15 de septiembre | 12:00          |           |           |
| Patriotas de Córdoba   | 0 - 0     | Orizaba                 | Rafael Murillo Vidal                  | 15 de septiembre | 12:00          |           |           |
| DESCANSO:              | DESCANSO: | DESCANSO:               | Ocelotes UNACH                        | Ocelotes UNACH   | Ocelotes UNACH |           |           |

| Jornada 7               | Jornada 7 | Jornada 7             | Jornada 7                          | Jornada 7        | Jornada 7       | Jornada 7 | Jornada 7 |
| Grupo A                 | Grupo A   | Grupo A               | Grupo A                            | Grupo A          | Grupo A         | Grupo A   | Grupo A   |
| Local                   | Resultado | Visitante             | Estadio                            | Fecha            | Hora            |           |           |
| ----------------------- | --------- | --------------------- | ---------------------------------- | ---------------- | --------------- | --------- | --------- |
| Vaqueros de Ameca       | 2 - 0     | Durango               | Núcleo Deportivo y de Espectáculos | 20 de septiembre | 16:00           |           |           |
| Correcaminos UAT "B"    | 0 - 1     | Cachorros U. de G.    | Eugenio Alvizo Porras              | 20 de septiembre | 16:00           |           |           |
| Dorados UACH            | 1 - 0     | Bravos                | Olímpico UACH                      | 20 de septiembre | 20:00           |           |           |
| Cimarrones de Sonora    | 2 - 1     | Unión de Curtidores   | Héroe de Nacozari                  | 20 de septiembre | 22:00           |           |           |
| Deportivo de Los Altos  | 2 - 1     | Loros U. de Colima    | Las Ánimas                         | 21 de septiembre | 18:00           |           |           |
| Deportivo Tepic         | 2 - 1     | Estudiantes Tecos "B" | Arena Cora                         | 21 de septiembre | 21:30           |           |           |
| Indios UACJ             | 3 - 1     | Murciélagos F.C.      | Olímpico Benito Juárez             | 22 de septiembre | 13:00           |           |           |
| Águilas Reales          | 5 - 0     | Reynosa F.C.          | Francisco Villa                    | 22 de octubre    | 16:30           |           |           |
| Grupo B                 |           |                       |                                    |                  |                 |           |           |
| Local                   | Resultado | Visitante             | Estadio                            | Fecha            | Hora            |           |           |
| Delfines del Carmen "B" | 2 - 2     | Patriotas de Córdoba  | Unidad Deportiva Campus II UNACAR  | 20 de septiembre | 20:00           |           |           |
| Ocelotes UNACH          | 1 - 0     | Potros UAEM           | Olímpico de Tapachula              | 21 de septiembre | 16:00           |           |           |
| Linces de Tlaxcala      | 1 - 0     | C.D. Irapuato         | Tlahuicole                         | 21 de septiembre | 16:00           |           |           |
| Orizaba                 | 0 - 3     | Teca UTN              | Socum                              | 21 de septiembre | 16:00           |           |           |
| Real Cuautitlán         | 0 - 1     | Inter Playa           | Los Pinos                          | 21 de septiembre | 16:00           |           |           |
| Atlético Coatzacoalcos  | 3 - 0     | Tampico Madero        | Rafael Hernández Ochoa             | 1 de octubre     | 16:00           |           |           |
| Atlético Veracruz       | 2 - 0     | Tuzos UAZ             | Luis "Pirata" Fuente               | 22 de octubre    | 11:00           |           |           |
| DESCANSO:               | DESCANSO: | DESCANSO:             | Cruz Azul Jasso                    | Cruz Azul Jasso  | Cruz Azul Jasso |           |           |

| Jornada 8             | Jornada 8 | Jornada 8               | Jornada 8                             | Jornada 8              | Jornada 8              | Jornada 8 | Jornada 8 |
| Grupo A               | Grupo A   | Grupo A                 | Grupo A                               | Grupo A                | Grupo A                | Grupo A   | Grupo A   |
| Local                 | Resultado | Visitante               | Estadio                               | Fecha                  | Hora                   |           |           |
| --------------------- | --------- | ----------------------- | ------------------------------------- | ---------------------- | ---------------------- | --------- | --------- |
| Bravos                | 3 - 0     | Indios UACJ             | Unidad Deportiva Benito Juárez        | 27 de septiembre       | 19:00                  |           |           |
| Murciélagos F.C.      | 3 - 0     | Correcaminos UAT "B"    | Coloso del Dique                      | 27 de septiembre       | 21:05                  |           |           |
| Estudiantes Tecos "B" | 1 - 1     | Vaqueros de Ameca       | Tres de Marzo                         | 28 de septiembre       | 11:00                  |           |           |
| Cachorros U. de G.    | 1 - 1     | Deportivo de Los Altos  | Jalisco                               | 28 de septiembre       | 12:00                  |           |           |
| Durango               | 3 - 5     | Dorados UACH            | Francisco Zarco                       | 28 de septiembre       | 16:00                  |           |           |
| Loros U. de Colima    | 3 - 0     | Águilas Reales          | Olímpico Universitario de Colima      | 28 de septiembre       | 16:00                  |           |           |
| Reynosa F.C.          | 2 - 0     | Cimarrones de Sonora    | Unidad Deportiva Solidaridad          | 28 de septiembre       | 20:00                  |           |           |
| Unión de Curtidores   | 1 - 0     | Deportivo Tepic         | León                                  | 29 de septiembre       | 12:00                  |           |           |
| Grupo B               |           |                         |                                       |                        |                        |           |           |
| Local                 | Resultado | Visitante               | Estadio                               | Fecha                  | Hora                   |           |           |
| Potros UAEM           | 1 - 2     | Cruz Azul Jasso         | Universitario Alberto "Chivo" Córdoba | 27 de septiembre       | 16:00                  |           |           |
| Tuzos UAZ             | 1 - 2     | Linces de Tlaxcala      | Francisco Villa                       | 27 de septiembre       | 20:15                  |           |           |
| C.D. Irapuato         | 1 - 1     | Ocelotes UNACH          | Sergio León Chávez                    | 28 de septiembre       | 16:00                  |           |           |
| Patriotas de Córdoba  | 1 - 3     | Atlético Veracruz       | Rafael Murillo Vidal                  | 28 de septiembre       | 16:00                  |           |           |
| Tampico Madero        | 1 - 1     | Real Cuautitlán         | Tamaulipas                            | 28 de septiembre       | 20:00                  |           |           |
| Teca UTN              | 2 - 0     | Delfines del Carmen "B" | Neza 86                               | 29 de septiembre       | 12:00                  |           |           |
| Inter Playa           | 0 - 0     | Orizaba                 | Mario Villanueva Madrid               | 16 de octubre          | 16:00                  |           |           |
| DESCANSO:             | DESCANSO: | DESCANSO:               | Atlético Coatzacoalcos                | Atlético Coatzacoalcos | Atlético Coatzacoalcos |           |           |

| Jornada 9               | Jornada 9 | Jornada 9             | Jornada 9                          | Jornada 9      | Jornada 9      | Jornada 9 | Jornada 9 |
| Grupo A                 | Grupo A   | Grupo A               | Grupo A                            | Grupo A        | Grupo A        | Grupo A   | Grupo A   |
| Local                   | Resultado | Visitante             | Estadio                            | Fecha          | Hora           |           |           |
| ----------------------- | --------- | --------------------- | ---------------------------------- | -------------- | -------------- | --------- | --------- |
| Vaqueros de Ameca       | 1 - 1     | Unión de Curtidores   | Núcleo Deportivo y de Espectáculos | 4 de octubre   | 16:00          |           |           |
| Correcaminos UAT "B"    | 0 - 2     | Bravos                | Eugenio Alvizo Porras              | 4 de octubre   | 16:00          |           |           |
| Dorados UACH            | 1 - 0     | Indios UACJ           | Olímpico UACH                      | 4 de octubre   | 20:00          |           |           |
| Loros U. de Colima      | 5 - 1     | Cimarrones de Sonora  | Olímpico Universitario de Colima   | 5 de octubre   | 16:00          |           |           |
| Durango                 | 2 - 0     | Estudiantes Tecos "B" | Francisco Zarco                    | 5 de octubre   | 16:00          |           |           |
| Águilas Reales          | 2 - 1     | Cachorros U. de G.    | Francisco Villa                    | 5 de octubre   | 16:30          |           |           |
| Deportivo de Los Altos  | 1 - 1     | Murciélagos F.C.      | Las Ánimas                         | 5 de octubre   | 18:00          |           |           |
| Deportivo Tepic         | 1 - 0     | Reynosa F.C.          | Arena Cora                         | 5 de octubre   | 21:30          |           |           |
| Grupo B                 |           |                       |                                    |                |                |           |           |
| Local                   | Resultado | Visitante             | Estadio                            | Fecha          | Hora           |           |           |
| Delfines del Carmen "B" | 0 - 1     | Inter Playa           | Unidad Deportiva Campus II UNACAR  | 4 de octubre   | 20:00          |           |           |
| Cruz Azul Jasso         | 0 - 1     | C.D. Irapuato         | 10 de diciembre                    | 5 de octubre   | 11:00          |           |           |
| Teca UTN                | 1 - 1     | Atlético Veracruz     | Neza 86                            | 5 de octubre   | 12:00          |           |           |
| Atlético Coatzacoalcos  | 1 - 1     | Potros UAEM           | Rafael Hernández Ochoa             | 5 de octubre   | 16:00          |           |           |
| Ocelotes UNACH          | 2 - 1     | Tuzos UAZ             | Olímpico de Tapachula              | 5 de octubre   | 16:00          |           |           |
| Linces de Tlaxcala      | 1 - 1     | Patriotas de Córdoba  | Tlahuicole                         | 5 de octubre   | 16:00          |           |           |
| Real Cuautitlán         | 3 - 0     | Orizaba               | Los Pinos                          | 5 de octubre   | 16:00          |           |           |
| DESCANSO:               | DESCANSO: | DESCANSO:             | Tampico Madero                     | Tampico Madero | Tampico Madero |           |           |

| Jornada 10            | Jornada 10 | Jornada 10              | Jornada 10                            | Jornada 10      | Jornada 10      | Jornada 10 | Jornada 10 |
| Grupo A               | Grupo A    | Grupo A                 | Grupo A                               | Grupo A         | Grupo A         | Grupo A    | Grupo A    |
| Local                 | Resultado  | Visitante               | Estadio                               | Fecha           | Hora            |            |            |
| --------------------- | ---------- | ----------------------- | ------------------------------------- | --------------- | --------------- | ---------- | ---------- |
| Bravos                | 1 - 0      | Deportivo de Los Altos  | Unidad Deportiva Benito Juárez        | 11 de octubre   | 19:00           |            |            |
| Murciélagos F.C.      | 2 - 2      | Águilas Reales          | Coloso del Dique                      | 11 de octubre   | 22:30           |            |            |
| Estudiantes Tecos "B" | 1 - 1      | Dorados UACH            | Tres de Marzo                         | 12 de octubre   | 11:00           |            |            |
| Cachorros U. de G.    | 0 - 1      | Cimarrones de Sonora    | Jalisco                               | 12 de octubre   | 12:00           |            |            |
| Loros U. de Colima    | 4 - 3      | Deportivo Tepic         | Olímpico Universitario de Colima      | 12 de octubre   | 16:00           |            |            |
| Reynosa F.C.          | 2 - 1      | Vaqueros de Ameca       | Unidad Deportiva Solidaridad          | 12 de octubre   | 18:00           |            |            |
| Unión de Curtidores   | 1 - 0      | Durango                 | León                                  | 13 de octubre   | 12:00           |            |            |
| Indios UACJ           | 4 - 0      | Correcaminos UAT "B"    | Olímpico Benito Juárez                | 13 de octubre   | 13:00           |            |            |
| Grupo B               |            |                         |                                       |                 |                 |            |            |
| Local                 | Resultado  | Visitante               | Estadio                               | Fecha           | Hora            |            |            |
| Potros UAEM           | 3 - 1      | Tampico Madero          | Universitario Alberto "Chivo" Córdoba | 11 de octubre   | 16:00           |            |            |
| Tuzos UAZ             | 0 - 2      | Cruz Azul Jasso         | Francisco Villa                       | 11 de octubre   | 20:15           |            |            |
| Orizaba               | 4 - 0      | Delfines del Carmen "B" | Socum                                 | 12 de octubre   | 16:00           |            |            |
| C.D. Irapuato         | 1 - 1      | Atlético Coatzacoalcos  | Sergio León Chávez                    | 12 de octubre   | 16:00           |            |            |
| Patriotas de Córdoba  | 1 - 3      | Ocelotes UNACH          | Rafael Murillo Vidal                  | 12 de octubre   | 16:00           |            |            |
| Inter Playa           | 3 - 1      | Atlético Veracruz       | Mario Villanueva Madrid               | 12 de octubre   | 16:00           |            |            |
| Teca UTN              | 2 - 2      | Linces de Tlaxcala      | Neza 86                               | 13 de octubre   | 12:00           |            |            |
| DESCANSO:             | DESCANSO:  | DESCANSO:               | Real Cuautitlán                       | Real Cuautitlán | Real Cuautitlán |            |            |

| Jornada 11             | Jornada 11    | Jornada 11              | Jornada 11                         | Jornada 11    | Jornada 11  | Jornada 11 | Jornada 11 |
| Grupo A                | Grupo A       | Grupo A                 | Grupo A                            | Grupo A       | Grupo A     | Grupo A    | Grupo A    |
| Local                  | Resultado     | Visitante               | Estadio                            | Fecha         | Hora        |            |            |
| ---------------------- | ------------- | ----------------------- | ---------------------------------- | ------------- | ----------- | ---------- | ---------- |
| Vaqueros de Ameca      | 1 - 5         | Loros U. de Colima      | Núcleo Deportivo y de Espectáculos | 18 de octubre | 16:00       |            |            |
| Dorados UACH           | 2 - 1         | Correcaminos UAT "B"    | Olímpico UACH                      | 18 de octubre | 20:00       |            |            |
| Deportivo Tepic        | 2 - 1         | Cachorros U. de G.      | Arena Cora                         | 18 de octubre | 21:30       |            |            |
| Cimarrones de Sonora   | 1 - 1         | Murciélagos F.C.        | Héroe de Nacozari                  | 18 de octubre | 22:00       |            |            |
| Estudiantes Tecos "B"  | 1 - 1         | Unión de Curtidores     | Tres de Marzo                      | 19 de octubre | 11:00       |            |            |
| Durango                | 4 - 0         | Reynosa F.C.            | Francisco Zarco                    | 19 de octubre | 16:00       |            |            |
| Águilas Reales         | 2 - 0         | Indios UACJ             | Francisco Villa                    | 19 de octubre | 16:30       |            |            |
| Deportivo de Los Altos | 3 - 2         | Orizaba                 | Las Ánimas                         | 19 de octubre | 18:00       |            |            |
| Grupo B                |               |                         |                                    |               |             |            |            |
| Local                  | Resultado     | Visitante               | Estadio                            | Fecha         | Hora        |            |            |
| Cruz Azul Jasso        | 4 - 0         | Patriotas de Córdoba    | 10 de diciembre                    | 19 de octubre | 11:00       |            |            |
| Ocelotes UNACH         | 1 - 0         | Teca UTN                | Olímpico de Tapachula              | 19 de octubre | 16:00       |            |            |
| Linces de Tlaxcala     | 1 - 0         | Inter Playa             | Tlahuicole                         | 19 de octubre | 16:00       |            |            |
| Real Cuautitlán        | 1 - 1         | Delfines del Carmen "B" | Los Pinos                          | 19 de octubre | 16:00       |            |            |
| Atlético Coatzacoalcos | (5) 2 - 2 (4) | Tuzos UAZ               | Rafael Hernández Ochoa             | 19 de octubre | 16:00       |            |            |
| Tampico Madero         | 0 - 3         | C.D. Irapuato           | Tamaulipas                         | 19 de octubre | 20:00       |            |            |
| Atlético Veracruz      | 3 - 2         | Orizaba                 | Luis "Pirata" Fuente               | 20 de octubre | 11:00       |            |            |
| DESCANSO:              | DESCANSO:     | DESCANSO:               | Potros UAEM                        | Potros UAEM   | Potros UAEM |            |            |

| Jornada 12              | Jornada 12 | Jornada 12             | Jornada 12                            | Jornada 12    | Jornada 12    | Jornada 12 | Jornada 12 |
| Grupo A                 | Grupo A    | Grupo A                | Grupo A                               | Grupo A       | Grupo A       | Grupo A    | Grupo A    |
| Local                   | Resultado  | Visitante              | Estadio                               | Fecha         | Hora          |            |            |
| ----------------------- | ---------- | ---------------------- | ------------------------------------- | ------------- | ------------- | ---------- | ---------- |
| Correcaminos UAT "B"    | 0 - 4      | Deportivo de Los Altos | Eugenio Alvizo Porras                 | 25 de octubre | 16:00         |            |            |
| Bravos                  | 1 - 2      | Cimarrones de Sonora   | Unidad Deportiva Benito Juárez        | 25 de octubre | 19:00         |            |            |
| Murciélagos F.C.        | 2 - 0      | Deportivo Tepic        | Coloso del Dique                      | 25 de octubre | 21:05         |            |            |
| Cachorros U. de G.      | 0 - 1      | Vaqueros de Ameca      | Jalisco                               | 26 de octubre | 12:00         |            |            |
| Loros U. de Colima      | 3 - 0      | Durango                | Olímpico Universitario de Colima      | 26 de octubre | 16:00         |            |            |
| Reynosa F.C.            | 3 - 3      | Estudiantes Tecos "B"  | Unidad Deportiva Solidaridad          | 26 de octubre | 18:00         |            |            |
| Unión de Curtidores     | 2 - 1      | Dorados UACH           | León                                  | 27 de octubre | 12:00         |            |            |
| Indios UACJ             | 1 - 0      | Águilas Reales         | Olímpico Benito Juárez                | 27 de octubre | 12:00         |            |            |
| Grupo B                 |            |                        |                                       |               |               |            |            |
| Local                   | Resultado  | Visitante              | Estadio                               | Fecha         | Hora          |            |            |
| Potros UAEM             | 2 - 2      | Real Cuautitlán        | Universitario Alberto "Chivo" Córdoba | 25 de octubre | 16:00         |            |            |
| Tuzos UAZ               | 0 - 0      | Tampico Madero         | Francisco Villa                       | 25 de octubre | 20:15         |            |            |
| Orizaba                 | 3 - 2      | Linces de Tlaxcala     | Socum                                 | 26 de octubre | 16:00         |            |            |
| Patriotas de Córdoba    | 1 - 1      | Atlético Coatzacoalcos | Rafael Murillo Vidal                  | 26 de octubre | 16:00         |            |            |
| Inter Playa             | 1 - 0      | Ocelotes UNACH         | Mario Villanueva Madrid               | 26 de octubre | 16:00         |            |            |
| Teca UTN                | 2 - 2      | Cruz Azul Jasso        | Neza 86                               | 27 de octubre | 12:00         |            |            |
| Delfines del Carmen "B" | 3 - 0      | Atlético Veracruz      | Unidad Deportiva Campus II UNACAR     | 28 de octubre | 12:00         |            |            |
| DESCANSO:               | DESCANSO:  | DESCANSO:              | C.D. Irapuato                         | C.D. Irapuato | C.D. Irapuato |            |            |

| Jornada 13             | Jornada 13 | Jornada 13              | Jornada 13                            | Jornada 13     | Jornada 13 | Jornada 13 | Jornada 13 |
| Grupo A                | Grupo A    | Grupo A                 | Grupo A                               | Grupo A        | Grupo A    | Grupo A    | Grupo A    |
| Local                  | Resultado  | Visitante               | Estadio                               | Fecha          | Hora       |            |            |
| ---------------------- | ---------- | ----------------------- | ------------------------------------- | -------------- | ---------- | ---------- | ---------- |
| Vaqueros de Ameca      | 0 - 3      | Murciélagos F.C.        | Núcleo Deportivo y de Espectáculos    | 1 de noviembre | 16:00      |            |            |
| Dorados UACH           | 2 - 1      | Deportivo de Los Altos  | Olímpico UACH                         | 1 de noviembre | 20:00      |            |            |
| Cimarrones de Sonora   | 0 - 2      | Indios UACJ             | Héroe de Nacozari                     | 1 de noviembre | 21:00      |            |            |
| Deportivo Tepic        | 3 - 0      | Bravos                  | Arena Cora                            | 1 de noviembre | 21:30      |            |            |
| Estudiantes Tecos "B"  | 3 - 2      | Loros U. de Colima      | Tres de Marzo                         | 2 de noviembre | 11:00      |            |            |
| Durango                | 6 - 1      | Cachorros U. de G.      | Francisco Zarco                       | 2 de noviembre | 16:00      |            |            |
| Águilas Reales         | 3 - 0      | Correcaminos UAT "B"    | Francisco Villa                       | 2 de noviembre | 16:30      |            |            |
| Unión de Curtidores    | 2 - 0      | Reynosa F.C.            | León                                  | 3 de noviembre | 12:00      |            |            |
| Grupo B                |            |                         |                                       |                |            |            |            |
| Local                  | Resultado  | Visitante               | Estadio                               | Fecha          | Hora       |            |            |
| Potros UAEM            | 1 - 0      | C.D. Irapuato           | Universitario Alberto "Chivo" Córdoba | 1 de noviembre | 16:00      |            |            |
| Cruz Azul Jasso        | 1 - 0      | Inter Playa             | 10 de diciembre                       | 2 de noviembre | 11:00      |            |            |
| Ocelotes UNACH         | 1 - 0      | Orizaba                 | Olímpico de Tapachula                 | 2 de noviembre | 16:00      |            |            |
| Linces de Tlaxcala     | 1 - 0      | Delfines del Carmen "B" | Tlahuicole                            | 2 de noviembre | 16:00      |            |            |
| Real Cuautitlán        | 1 - 1      | Atlético Veracruz       | Los Pinos                             | 2 de noviembre | 16:00      |            |            |
| Atlético Coatzacoalcos | 1 - 1      | Teca UTN                | Rafael Hernández Ochoa                | 2 de noviembre | 16:00      |            |            |
| Tampico Madero         | 3 - 0      | Patriotas de Córdoba    | Tamaulipas                            | 2 de noviembre | 20:00      |            |            |
| DESCANSO:              | DESCANSO:  | DESCANSO:               | Tuzos UAZ                             | Tuzos UAZ      | Tuzos UAZ  |            |            |

| Jornada 14              | Jornada 14 | Jornada 14             | Jornada 14                        | Jornada 14           | Jornada 14           | Jornada 14 | Jornada 14 |
| Grupo A                 | Grupo A    | Grupo A                | Grupo A                           | Grupo A              | Grupo A              | Grupo A    | Grupo A    |
| Local                   | Resultado  | Visitante              | Estadio                           | Fecha                | Hora                 |            |            |
| ----------------------- | ---------- | ---------------------- | --------------------------------- | -------------------- | -------------------- | ---------- | ---------- |
| Correcaminos UAT "B"    | 0 - 2      | Cimarrones de Sonora   | Eugenio Alvizo Porras             | 8 de noviembre       | 16:00                |            |            |
| Bravos                  | 0 - 2      | Vaqueros de Ameca      | Unidad Deportiva Benito Juárez    | 8 de noviembre       | 19:00                |            |            |
| Dorados UACH            | 3 - 0      | Reynosa F.C.           | Olímpico UACH                     | 8 de noviembre       | 20:00                |            |            |
| Murciélagos F.C.        | 3 - 0      | Durango                | Coloso del Dique                  | 8 de noviembre       | 21:05                |            |            |
| Cachorros U. de G.      | 1 - 1      | Estudiantes Tecos "B"  | Jalisco                           | 9 de noviembre       | 12:00                |            |            |
| Loros U. de Colima      | 1 - 1      | Unión de Curtidores    | Olímpico Universitario de Colima  | 9 de noviembre       | 16:00                |            |            |
| Deportivo de Los Altos  | 1 - 1      | Águilas Reales         | Las Ánimas                        | 9 de noviembre       | 18:00                |            |            |
| Indios UACJ             | 1 - 2      | Deportivo Tepic        | Olímpico Benito Juárez            | 10 de noviembre      | 13:00                |            |            |
| Grupo B                 |            |                        |                                   |                      |                      |            |            |
| Local                   | Resultado  | Visitante              | Estadio                           | Fecha                | Hora                 |            |            |
| Delfines del Carmen "B" | 1 - 2      | Ocelotes UNACH         | Unidad Deportiva Campus II UNACAR | 8 de noviembre       | 20:00                |            |            |
| Tuzos UAZ               | 2 - 1      | Potros UAEM            | Francisco Villa                   | 8 de noviembre       | 20:15                |            |            |
| Real Cuautitlán         | 5 - 3      | C.D. Irapuato          | Los Pinos                         | 9 de noviembre       | 16:00                |            |            |
| Inter Playa             | 0 - 0      | Atlético Coatzacoalcos | Mario Villanueva Madrid           | 9 de noviembre       | 16:00                |            |            |
| Orizaba                 | 1 - 2      | Cruz Azul Jasso        | Socum                             | 9 de noviembre       | 16:00                |            |            |
| Atlético Veracruz       | 0 - 1      | Linces de Tlaxcala     | Luis "Pirata" Fuente              | 10 de noviembre      | 11:00                |            |            |
| Teca UTN                | 4 - 3      | Tampico Madero         | Neza 86                           | 10 de noviembre      | 12:00                |            |            |
| DESCANSO:               | DESCANSO:  | DESCANSO:              | Patriotas de Córdoba              | Patriotas de Córdoba | Patriotas de Córdoba |            |            |

| Jornada 15             | Jornada 15 | Jornada 15              | Jornada 15                            | Jornada 15      | Jornada 15 | Jornada 15 | Jornada 15 |
| Grupo A                | Grupo A    | Grupo A                 | Grupo A                               | Grupo A         | Grupo A    | Grupo A    | Grupo A    |
| Local                  | Resultado  | Visitante               | Estadio                               | Fecha           | Hora       |            |            |
| ---------------------- | ---------- | ----------------------- | ------------------------------------- | --------------- | ---------- | ---------- | ---------- |
| Reynosa F.C.           | 2 - 3      | Loros U. de Colima      | Unidad Deportiva Solidaridad          | 16 de noviembre | 15:00      |            |            |
| Vaqueros de Ameca      | 3 - 3      | Indios UACJ             | Núcleo Deportivo y de Espectáculos    | 16 de noviembre | 18:00      |            |            |
| Cimarrones de Sonora   | 1 - 1      | Deportivo de Los Altos  | Héroe de Nacozari                     | 16 de noviembre | 18:00      |            |            |
| Deportivo Tepic        | 4 - 0      | Correcaminos UAT "B"    | Arena Cora                            | 16 de noviembre | 18:00      |            |            |
| Estudiantes Tecos "B"  | 0 - 0      | Murciélagos F.C.        | Tres de Marzo                         | 16 de noviembre | 18:00      |            |            |
| Durango                | 3 - 3      | Tampico Madero          | Francisco Zarco                       | 16 de noviembre | 18:00      |            |            |
| Águilas Reales         | 2 - 1      | Dorados UACH            | Francisco Villa                       | 16 de noviembre | 18:00      |            |            |
| Unión de Curtidores    | 1 - 1      | Cachorros U. de G.      | León                                  | 16 de noviembre | 18:00      |            |            |
| Grupo B                |            |                         |                                       |                 |            |            |            |
| Local                  | Resultado  | Visitante               | Estadio                               | Fecha           | Hora       |            |            |
| Potros UAEM            | 4 - 0      | Patriotas de Córdoba    | Universitario Alberto "Chivo" Córdoba | 16 de noviembre | 15:00      |            |            |
| Cruz Azul Jasso        | 1 - 1      | Delfines del Carmen "B" | 10 de diciembre                       | 16 de noviembre | 15:00      |            |            |
| C.D. Irapuato          | 2 - 1      | Tuzos UAZ               | Sergio León Chávez                    | 16 de noviembre | 15:00      |            |            |
| Atlético Coatzacoalcos | 2 - 1      | Orizaba                 | Rafael Hernández Ochoa                | 16 de noviembre | 15:00      |            |            |
| Ocelotes UNACH         | 2 - 1      | Atlético Veracruz       | Olímpico de Tapachula                 | 16 de noviembre | 15:00      |            |            |
| Linces de Tlaxcala     | 5 - 1      | Real Cuautitlán         | Tlahuicole                            | 16 de noviembre | 15:00      |            |            |
| Tampico Madero         | 1 - 0      | Inter Playa             | Tamaulipas                            | 16 de noviembre | 15:00      |            |            |
| DESCANSO:              | DESCANSO:  | DESCANSO:               | Teca UTN                              | Teca UTN        | Teca UTN   |            |            |

## Máximos goleadores
Lista con los máximos goleadores de Liga Premier de Ascenso, de acuerdo con los datos oficiales de la Segunda División de México
| Pos. | Jugador              | Equipo                  | Goles |
| ---- | -------------------- | ----------------------- | ----- |
| 1.º  | Jorge Alexis Amador  | Loros de UdeC           | 15    |
| 2.º  | Martin Rene Loya     | UA Chihuahua            | 13    |
| 3.º  | Juan Carlos Martínez | Loros de UdeC'          | 13    |
| 4.º  | Dante Osorio         | UA Estado de México     | 11    |
| 5.º  | Manuel Duarte        | Alacranes de Durango    | 10    |
| 6.º  | Jorge Mora           | Club Dep. Los Altos     | 9     |
| 7.º  | Sergio Soto          | Real Cuautitlán C.R     | 8     |
| 8.º  | Carlos Félix Gámez   | Murciélagos FC          | 7     |
| 9.º  | Francisco Iturbide   | Teca Univ. Tec. de Neza | 7     |
| 10.º | Luis Ricardo Reyes   | Unión de Curtidores     | 7     |

## Liguillas

### Liguilla de Ascenso
|  | Cuartos de final                          | Cuartos de final                  | Cuartos de final                  |   |                       | Semifinales         | Semifinales         | Semifinales         |  |  | Final                 | Final                 | Final                 |
|  | 27 de noviembre al 1 de diciembre         | 27 de noviembre al 1 de diciembre | 27 de noviembre al 1 de diciembre |   |                       | 4 al 7 de diciembre | 4 al 7 de diciembre | 4 al 7 de diciembre |  |  | 11 al 14 de diciembre | 11 al 14 de diciembre | 11 al 14 de diciembre |
|  |                                           |                                   |                                   |   |                       |                     |                     |                     |  |  |                       |                       |                       |
|  | Universidad de Colima                     | 1                                 | 4                                 |   |                       |                     |                     |                     |  |  |                       |                       |                       |
|  | Deportivo Tepic                           | 4                                 | 1                                 |   |                       |                     |                     |                     |  |  |                       |                       |                       |
|  | Deportivo Tepic                           | 4                                 | 1                                 |   | Universidad de Colima | 1                   | 3                   |                     |  |  |                       |                       |                       |
|  |                                           |                                   |                                   |   | Universidad de Colima | 1                   | 3                   |                     |  |  |                       |                       |                       |
|  |                                           | Ocelotes UNACH                    | 0                                 | 1 |                       |                     |                     |                     |  |  |                       |                       |                       |
|  | Ocelotes UNACH                            | Ocelotes UNACH                    | 0                                 | 1 | 1                     | 4                   |                     |                     |  |  |                       |                       |                       |
|  | Ocelotes UNACH                            |                                   |                                   |   | 1                     | 4                   |                     |                     |  |  |                       |                       |                       |
|  | Teca Universidad Tecnológica de Neza      | 2                                 | 2                                 |   |                       |                     |                     |                     |  |  |                       |                       |                       |
|  |                                           |                                   |                                   |   |                       |                     |                     |                     |  |  | Universidad de Colima | 3                     | 0 (7)                 |
|  |                                           |                                   | Linces                            | 1 | 2 (8)                 |                     |                     |                     |  |  |                       |                       |                       |
|  | Linces                                    | 1                                 | 2                                 |   |                       |                     |                     |                     |  |  |                       |                       |                       |
|  | Unión de Curtidores                       | 2                                 | 1                                 |   |                       |                     |                     |                     |  |  |                       |                       |                       |
|  | Unión de Curtidores                       | 2                                 | 1                                 |   | Linces                | 3                   | 3                   |                     |  |  |                       |                       |                       |
|  |                                           |                                   |                                   |   | Linces                | 3                   | 3                   |                     |  |  |                       |                       |                       |
|  |                                           | Murciélagos                       | 0                                 | 1 |                       |                     |                     |                     |  |  |                       |                       |                       |
|  | Murciélagos                               | Murciélagos                       | 0                                 | 1 | 1                     | 1                   |                     |                     |  |  |                       |                       |                       |
|  | Murciélagos                               |                                   |                                   |   | 1                     | 1                   |                     |                     |  |  |                       |                       |                       |
|  | Universidad Autónoma del Estado de México | 1                                 | 1                                 |   |                       |                     |                     |                     |  |  |                       |                       |                       |

- Nota: En cada llave, el equipo ubicado en la primera línea es el que ejerce la localía en el partido de vuelta.

#### Cuartos de final
| 27 de noviembre, 20:30 | Deportivo Tepic | 4:1     | Universidad de Colima | Arena Cora, Tepic                                                          |                                                                            |
|                        |                 | Reporte |                       | Asistencia: 5,000 espectadores Árbitro(s): Eduardo Alberto Vázquez Aguilar | Asistencia: 5,000 espectadores Árbitro(s): Eduardo Alberto Vázquez Aguilar |

| 30 de noviembre, 16:00                                                                                                  | Universidad de Colima                                | 4:1     | Deportivo Tepic       | Estadio Olímpico Universitario de Colima, Colima                          |                                                                           |
| | A. Partida 3' · J. Martínez 59', 68' · J. García 93' | Reporte | A. Padilla 50' (a.g.) | Asistencia: 1,000 espectadores Árbitro(s): Michel Ricardo Espinoza Ávalos | Asistencia: 1,000 espectadores Árbitro(s): Michel Ricardo Espinoza Ávalos |
| Pese a empatar en el marcador global 5-5, Universidad de Colima avanza a semifinales por su mejor posición en la tabla. |                                                      |         |                       |                                                                           |                                                                           |

| 27 de noviembre, 12:00 | Teca UTN | 2:1     | Ocelotes UNACH | Estadio Neza 86, Ciudad Nezahualcóyotl                      |                                                             |
|                        |          | Reporte |                | Asistencia: 600 espectadores Árbitro(s): Óscar Mejía García | Asistencia: 600 espectadores Árbitro(s): Óscar Mejía García |

| 30 de noviembre, 15:00                                          | Ocelotes UNACH                                                  | 4:2     | Teca UTN             | Estadio Olímpico de Tapachula, Tapachula                             |                                                                      |
|                                                                 | A. Flores 11' · M. Damasceno 48' · R. Díaz 53' · W. Messias 83' | Reporte | F. Iturbide 44', 77' | Asistencia: 2,500 espectadores Árbitro(s): Carlos Javier Ríos García | Asistencia: 2,500 espectadores Árbitro(s): Carlos Javier Ríos García |
| Con marcador global de 5-4, Ocelotes UNACH avanza a semifinales |                                                                 |         |                      |                                                                      |                                                                      |

| 27 de noviembre, 19:30 | Unión de Curtidores | 2:1     | Linces | Estadio León, León                                                         |                                                                            |
|                        |                     | Reporte |        | Asistencia: 7,000 espectadores Árbitro(s): Christian Adrián Ramírez Tejeda | Asistencia: 7,000 espectadores Árbitro(s): Christian Adrián Ramírez Tejeda |

| 30 de noviembre, 15:00                                                                                  | Linces                            | 2:1     | Unión de Curtidores | Estadio Tlahuicole, Tlaxcala                                    |                                                                 |
| | D. Villalpando 4' · A. Torres 22' | Reporte | J. Tovar 6'         | Asistencia: 2,000 espectadores Árbitro(s): Ángel Flores Galicia | Asistencia: 2,000 espectadores Árbitro(s): Ángel Flores Galicia |
| Pese a empatar en el marcador global 3-3, Linces avanza a semifinales por su mejor posición en la tabla |                                   |         |                     |                                                                 |                                                                 |

| 28 de noviembre, 15:00 | UAEM | 1:1     | Murciélagos | Estadio Universitario Alberto "Chivo" Córdoba, Toluca                      |                                                                            |
|                        |      | Reporte |             | Asistencia: 3,000 espectadores Árbitro(s): Antonio de Jesús Olalde Vázquez | Asistencia: 3,000 espectadores Árbitro(s): Antonio de Jesús Olalde Vázquez |

| 30 de noviembre, 19:05                                                                                       | Murciélagos  | 1:1     | UAEM          | Coloso del Dique, Guamúchil                                               |                                                                           |
| | M. Aguas 65' | Reporte | R. García 19' | Asistencia: 4,500 espectadores Árbitro(s): Jesús Leopoldo Guerrero García | Asistencia: 4,500 espectadores Árbitro(s): Jesús Leopoldo Guerrero García |
| Pese a empatar 2-2 en el marcador global, Murciélagos avanza a semifinales por su mejor posición en la tabla |              |         |               |                                                                           |                                                                           |

#### Semifinales
| 4 de diciembre, 16:00 | Universidad de Colima | 1:0     | Ocelotes UNACH | Estadio Olímpico Universitario de Colima, Colima                          |                                                                           |
|                       | J. Amador 65'         | Reporte |                | Asistencia: 2,000 espectadores Árbitro(s): Jesús Leopoldo Guerrero García | Asistencia: 2,000 espectadores Árbitro(s): Jesús Leopoldo Guerrero García |

| 7 de diciembre, 15:00                                               | Ocelotes UNACH | 1:3     | Universidad de Colima                        | Estadio Olímpico de Tapachula, Tapachula                        |                                                                 |
|                                                                     | U. López 86'   | Reporte | E. López 35' · J. Amador 65' · J. García 78' | Asistencia: 3,500 espectadores Árbitro(s): Ángel Flores Galicia | Asistencia: 3,500 espectadores Árbitro(s): Ángel Flores Galicia |
| Con marcador global de 4-1, Universidad de Colima avanza a la final |                |         |                                              |                                                                 |                                                                 |

| 4 de diciembre, 20:05 | Murciélagos | 0:3     | Linces                                  | Coloso del Dique, Guamúchil                                                |                                                                            |
|                       |             | Reporte | A. Torres 11', 22' · D. Villalpando 18' | Asistencia: 5,000 espectadores Árbitro(s): Christian Adrián Ramírez Tejeda | Asistencia: 5,000 espectadores Árbitro(s): Christian Adrián Ramírez Tejeda |

| 7 de diciembre, 15:00                                | Linces                                       | 3:1     | Murciélagos  | Estadio Tlahuicole, Tlaxcala                                              |                                                                           |
|                                                      | L. García 22' · J. Zazueta 39' · E. Cruz 79' | Reporte | M. Aguas 70' | Asistencia: 2,000 espectadores Árbitro(s): Michel Ricardo Espinoza Ávalos | Asistencia: 2,000 espectadores Árbitro(s): Michel Ricardo Espinoza Ávalos |
| Con marcador global de 6-1, Linces avanza a la final |                                              |         |              |                                                                           |                                                                           |

#### Final
| 11 de diciembre, 16:00 | Universidad de Colima                | 3:1     | Linces         | Estadio Olímpico Universitario de Colima, Colima                           |                                                                            |
|                        | D. Michel 31' · J. Martínez 34', 69' | Reporte | H. Ledezma 69' | Asistencia: 3,5000 espectadores Árbitro(s): Jesús Leopoldo Guerrero García | Asistencia: 3,5000 espectadores Árbitro(s): Jesús Leopoldo Guerrero García |

| 14 de diciembre, 15:00 | Linces | 2:0 (8:7 t.p.) | Universidad de Colima | Estadio Tlahuicole, Tlaxcala                                    |                                                                 |
| |        | Reporte        |                       | Asistencia: 4,000 espectadores Árbitro(s): Ángel Flores Galicia | Asistencia: 4,000 espectadores Árbitro(s): Ángel Flores Galicia |
| Pese a empatar en el marcador global 3-3, Linces de Tlaxcala es campeón del Torneo Apertura 2013 tras ganar 8-7 en tanda de penales |        |                |                       |                                                                 |                                                                 |

|                           |
| Linces Campeón 1º título. |

∨

### Liguilla de Copa
|  | Cuartos de final                  | Cuartos de final      | Cuartos de final      |   |                                   | Semifinales         | Semifinales         | Semifinales         |  |  | Final                 | Final                 | Final                 |
|  | 27 al 30 de noviembre             | 27 al 30 de noviembre | 27 al 30 de noviembre |   |                                   | 4 al 7 de diciembre | 4 al 7 de diciembre | 4 al 7 de diciembre |  |  | 11 al 14 de diciembre | 11 al 14 de diciembre | 11 al 14 de diciembre |
|  |                                   |                       |                       |   |                                   |                     |                     |                     |  |  |                       |                       |                       |
|  | Deportivo de los Altos            | 0                     | 1                     |   |                                   |                     |                     |                     |  |  |                       |                       |                       |
|  | Universidad Autónoma de Chihuahua | 1                     | 3                     |   |                                   |                     |                     |                     |  |  |                       |                       |                       |
|  | Universidad Autónoma de Chihuahua | 1                     | 3                     |   | Universidad Autónoma de Chihuahua | 1                   | 1                   |                     |  |  |                       |                       |                       |
|  |                                   |                       |                       |   | Universidad Autónoma de Chihuahua | 1                   | 1                   |                     |  |  |                       |                       |                       |
|  |                                   | Irapuato              | 3                     | 0 |                                   |                     |                     |                     |  |  |                       |                       |                       |
|  | Atlético Coatzacoalcos            | Irapuato              | 3                     | 0 | 0                                 | 1                   |                     |                     |  |  |                       |                       |                       |
|  | Atlético Coatzacoalcos            |                       |                       |   | 0                                 | 1                   |                     |                     |  |  |                       |                       |                       |
|  | Irapuato                          | 2                     | 1                     |   |                                   |                     |                     |                     |  |  |                       |                       |                       |
|  |                                   |                       |                       |   |                                   |                     |                     |                     |  |  | Irapuato              | 0                     | 0                     |
|  |                                   |                       | Cruz Azul Jasso       | 1 | 0                                 |                     |                     |                     |  |  |                       |                       |                       |
|  | Cruz Azul Jasso                   | 1                     | 3                     |   |                                   |                     |                     |                     |  |  |                       |                       |                       |
|  | Durango                           | 3                     | 1                     |   |                                   |                     |                     |                     |  |  |                       |                       |                       |
|  | Durango                           | 3                     | 1                     |   | Cruz Azul Jasso                   | 1                   | 2                   |                     |  |  |                       |                       |                       |
|  |                                   |                       |                       |   | Cruz Azul Jasso                   | 1                   | 2                   |                     |  |  |                       |                       |                       |
|  |                                   | Real Cuautitlán       | 1                     | 0 |                                   |                     |                     |                     |  |  |                       |                       |                       |
|  | Águilas Reales                    | Real Cuautitlán       | 1                     | 0 | 0                                 | 1                   |                     |                     |  |  |                       |                       |                       |
|  | Águilas Reales                    |                       |                       |   | 0                                 | 1                   |                     |                     |  |  |                       |                       |                       |
|  | Real Cuautitlán                   | 2                     | 0                     |   |                                   |                     |                     |                     |  |  |                       |                       |                       |

- Nota: En cada llave, el equipo ubicado en la primera línea es el que ejerce la localía en el partido de vuelta.

|                                    |
| Cruz Azul Jasso Campeón 1º título. |